# 白井アキト
白井 アキト（しらい あきと、1988年6月25日 - ）は、日本のキーボーディスト、ピアニスト、作曲家、編曲家、マニピュレーター。

## 概要
9歳でエレクトーンを始め数々のコンクールで賞を受賞。
17歳でジャズピアノを始め20歳からプロ活動を開始。その後、本田雅人・櫻井哲夫率いるそれぞれのバンド、坂東慧・BANDO BANDに参加。
2012年『有形ランペイジ』、2014年『白鶴山』のメンバーとしてアルバムリリース。
2019年にはT-SQUAREのサポートメンバーに就任。以降のアルバム『AI Factory』『Crème de la Crème』『FLY!FLY!FLY!』『WISH』 『VENTO DE FELICIDADE 〜しあわせの風〜』のレコーディングに全面参加。
他に家入レオ、KinKi Kids、夏木マリ、西野カナ、広瀬香美、MISIA、矢沢永吉、LiSAなどをサポート。 
A-Studio+などのテレビ番組音楽、CMレコーディングも多数行っている。